# Lobilema conspersa
Lobilema conspersa är en fjärilsart som beskrevs av Aurivillius 1910. Lobilema conspersa ingår i släktet Lobilema och familjen björnspinnare. Inga underarter finns listade i Catalogue of Life.